# Diaethria phlogea
Diaethria phlogea är en fjärilsart som beskrevs av Osbert Salvin och Frederick DuCane Godman 1868. Diaethria phlogea ingår i släktet Diaethria och familjen praktfjärilar. Inga underarter finns listade i Catalogue of Life.